# Heloísa Passos
Heloisa Passos (Curitiba, 6 de Maio de 1967) é uma fotógrafa, cineasta e documentarista brasileira premiada dentro e fora do país. Ela é uma das poucas brasileiras a ter sido convidada a votar no júri do Oscar. 

## Biografia
Heloisa Passos iniciou sua carreira fotografando os amigos no teatro Curitibano e revelando as fotos em seu laboratório preto e branco. Antes disso, cursou dois anos de Agronomia na Universidade Federal do Paraná, trancou a faculdade e mudou-se para Londres, onde viveu por um ano. Ao voltar, cursou Sociologia, também na UFPR. Nessa época, trabalhou no Museu da Imagem e do Som de Curitiba, com Valencio Xavier.

Cartaz do filme Volto porque te amo, viajo porque preciso pelo qual Heloísa Passos recebeu o prêmio de Melhor Fotografia.

Sua primeira exposição fotográfica foi em 1989, “Antonina em tempos de imagens”. Neste mesmo ano dirigiu "M.Bakun", e recebeu o prêmio de melhor vídeo no salão Curitiba Arte 5. Em 1990, estudou fotografia na Oficina Três Rios (Oswald de Andrade) em São Paulo, curso coordenado por Rubens Fernandes Junior. 
Começou no cinema como assistente de direção para Fernando Severo no curta “Os Deserto Dias (1991)”. Como assistente de câmera trabalhou em “Todos os corações do mundo” (1994), de Murilo Sales e “Tieta do Agreste” (1995), de Carlos Diegues, entre outros. Como diretora de fotografia tem realizado  curtas, instalações e longas-metragens. Trabalhou com os diretores Karim Aïnouz, Caetano Gotardo, Roberta Marques, João Jardim, Marcelo Gomes, Beto Brant, Jason Kohn, Sandra Werneck, entre outros. Recebeu diversos prêmios nacionais e internacionais, entre eles, melhor fotografia no Festival de Cinema do Rio 2009, melhor Fotografia no Festival de Cinema de Gramado 2008, Excelência Cinematográfica no Sundance Film Festival 2007 e melhor direção no Cine Ceará 2007.
Em 2005, dirigiu e fotografou VIVA VOLTA, o curta percorreu mais de 40 festivais pelo mundo. Principais Prêmios: Grande Prêmio Canal Brasil de curta metragem 2007, Melhor curta metragem Latino Americano no Festival de Cancun 2007, Prêmio Petrobras Porta Curtas no 17º Fest. Int. de curtas- metragens de São Paulo, Melhor som, Melhor montagem e Melhor direção no 16° Cine Ceará, Melhor documentário no 12º Festival de Cine e Vídeo de Vitória.
Em 2006, lançou o livro de fotografias “Desdobramento”, com apresentação escrita por Karim Aïnouz.
Realizou a direção geral da serie para TV, "CAMINHOS", em 2013 a serie recebeu o prêmio TAL de melhor serie para Televisão da América Latina.

## Prêmios
- Melhor Fotografia Rainbow Film Festival, “Como esquecer” de Malu de Martino | 2011
- Melhor Fotografia no Festival de Cinema do Rio, por "Viajo porque preciso, volto porque te amo" de Karim Aïnouz e Marcelo Gomes e "“O amor segundo B. Shienberg” de Beto Brant | 2009
- Melhor Cinematografia Cinema Eye Honor, por “Manda Bala” de Jason Kohn | 2008
- Melhor Fotografia no 36˚ Festival de cinema de Gramado, por “Areia” de Caetano Gotardo | 2008
- Excelência em Cinematografia  Sundance Film Festival, por “Manda Bala” de Jason Kohn | 2007
- Melhor direção  16˚ Cine Ceará,  por "Viva volta" | 2006
- Melhor Fotografia Jornada de Cinema da Bahia, por “Visionários” de Fernando Severo | 2003
- Melhor Fotografia no Catarina Festival de documentário, por “Visionários” de Fernando Severo | 2003
- Prêmio Especial do Juri para a fotografia  30º Festival de cinema de Gramado, por “O Fim do Ciúme” de Luciano Coelho | 2002
- Melhor Cinematografia  Eclipse Film Festival, por “Do Tempo que Eu Comia Pipoca”[4] | 2002
- Melhor Fotografia  Brazilian Film Festival of Miami, por “Brennand de Ovo Omnia" de Liz Donovan | 2001
- Melhor Fotografia Cine Ceará, por “Brennand de Ovo Omnia" de Liz Donovan | 2001

## Filmografia

### Direção
- 2012   "Caminhos" - Uma série de 13 episódios | SescTV e Maquina Filmes
- 2012   "Panmela Castro" | Focus Forward project
- 2012   “Entre lá e cá”
- 2011   "O verbo ser - Retratos brasileiros: Myriam Muniz" | Canal Brasil
- 2008   “Osório”
- 2006   “Caminho da escola Paraná”
- 2005   “Viva Volta“
- 2001   “Do tempo que eu comia pipoca”
- 1989   “M. Bakun”

### Direção de fotografia
- 2012   “O que se move”, de Caetano Gotardo
- 2011   “Amor?”, de João Jardim
- 2011   “Rânia”, de Roberta Marques
- 2010   “Lixo extraordinário”, de Lucy Walker, João Jardim e Karen Harley
- 2010   “Como esquecer”, de Malu de Martino, (estréia dia 7 de outubro de 2010)
- 2009   “Viajo porque preciso volto porque te amo”, de Karim Aïnouz e Marcelo Gomes
- 2009   “O amor segundo B. Schianberg”, de Beto Brant
- 2009   “Antes de hoje depois de amanha”, de Chris Liu
- 2008   “KFZ 1348” de Gabriel Mascaro e Marcelo Pedroso
- 2007   “Manda Bala” de Jason Kohn
- 2006   “Mulheres do Brasil” de Malu de Martino
- 2006   “Meninas” de Sandra Werneck

- 2012  “Caminhos” –  SESCTV | 13 episódios  –  de Heloisa Passos
- 2012  "Novas Familias" - GNT - Globosat | 5 episódios - de João Jardim
- 2011  “Oscar Freire, 279” –  Multishow - Globosat / 15 episódios  –  de Márcia Faria
- 2009  “O amor segundo B. Shienberg” –  TV Cultura / 4 episódios  –  de Beto Brant
- 2008  “Alice” –  HBO / episódio 13 –, de Karim Aïnouz
- 2007  “Image a Parole” – SESCTV - de Michel Favre
- 2007  “Vão dos buracos” – DocTV/TV Educativa - de Malu Tavares e Aline Mineiro
- 2006  “Caminho da Escola Paraná” – Canal Futura - Globosat - de Heloisa Passos

- 2012  “Entre lá e cá” de Heloisa Passos
- 2011  “Tatu Bolinha” de Quelany Vicente
- 2010  “Estação” de Márcia Faria
- 2009  “O Menino Japonês” de Caetano Gotardo
- 2009  “Elo” de Vera Egito
- 2008  “Mulher Biônica” de Armando Praça
- 2008  “Osório” de Heloisa Passos e Tina Hardy
- 2008  “Areia” de Caetano Gotardo
- 2008  “Sonho de Tilden” de Moara Rossetto
- 2005  “Viva Volta” de Heloisa Passos
- 2004  “Paisagem de Meninos” de Fernando Severo
- 2003  “A Espera” de Ernesto Sollis
- 2003  “Cartas da Mãe” de Fernando Kinas e Marina Willer
- 2003  “Visionários” de Fernando Severo
- 2002  “Sexualidades" de Malu de Martino
- 2002  “O Fim do Ciúme” de Luciano Coelho
- 2001  “Do tempo que eu comia pipoca” de Heloisa Passos
- 2000  “Brennand de Ovo Omnia" de Liz Donovan
- 1999  “Rádio Gogó” de José Araripe
- 1999  “Tati” de Fernando Kinas e Marina Willer
- 1998  “Luz” de Fernando Kinas e Marina Willer
- 1996  “Ariel” de Fernando Kinas e Marina Willer
- 1989  “Tangência” de Marco Aurélio Penha

- 2010  “Pertinho de Alphaville”  de Wendelien van Oldenborgh, 29˚ Bienal de São Paulo
- 2004  “Ah se tudo fosse sempre assim”  de Karim Aïnouz e Marcelo Gomes, 26˚ Bienal de São Paulo
- 2007  “Alice” – HBO | episódios: 1,2,3,4,12, de Karim Aïnouz, Márcia Farias e Sergio Machado
- 2006  “O Céu de Suely” de Karim Aïnouz
- 1994  “Vala Comum” de João Godoy
- 1993  “Ode a São Paulo” de Stefanie Kremser

### Operação de câmara
- 2005   “Gaijin – ama-me como sou”, de Tizuka Yamasaki
- 2000   “Menino Maluquinho 2” , de Fernando Meireles e Fabrizia Alves Pinto